# 騎馬民族征服王朝說
騎馬民族征服王朝説是日本史学者江上波夫提出的一个有关日本民族起源的假说。
亚洲大陆的騎馬民族的歷史与日本的古墳時代後期类似、古代日本有着騎馬民族型和征服王朝型。故而认为「騎馬民族日本征服論」为一种可能的日本民族起源论（說有一支北亞民族征服了土著）。扶餘與高句麗最接近於他們所謂的騎馬民族。
随着二战后考古学的突破，证实了舊石器時代日本列岛上有人类的存在，使得日本民族问题变得更加复杂。
支持东亚騎馬民族征服王朝的代表人物为江上波夫，在他的书中还阐述了騎馬民族与游牧民族的不同之处，他认为匈奴、突厥这些只是骚扰中原王朝边疆的为游牧民族；而騎馬民族大体上接近于鲜卑和乌桓，尤其是鲜卑是以游牧为主，农业为辅助的社会形态，与游牧民族已经有了很大的差别，而且入主中原后也采取主动汉化的方针。这说法中崇神天皇是日本第一位天皇，是四世纪由加耶来到九州。

## 支持論點
1. 《魏志·倭人传》記載邪馬台国「沒有牛、馬」，實際上直到古墳時代前期的考古發掘也沒發現牛、馬，而古墳時代後期日本人開始飼養大量馬匹。以此推論，馬應是由大陸上的民族所帶來的。
2. 古墳時代前期墓葬方式，主要是豎穴式石室，陪葬品也以鏡子、銅劍為主。到了古墳時代後期墓葬規模變大、形式也改為大陸常見的橫穴式石室，陪葬品也變成以武器、馬具、人形或馬形埴輪為主。此外，壁畫風格也有相應的改變。
3. 神話中的天孫降臨顯示民族來自大陸的起源，而神武東征也可以解釋成從朝鮮半島向東征服日本列島。
4. 大和時代採用的部民制，與中國的部曲制相對應。
5. 裴世清出使倭國，記載當地是由秦王國統治，而辰韓亦稱為秦韓。《舊唐書》記載「日本國者，倭國之別種也。……或云：日本舊小國，併倭國之地。」《新唐書》記載「其王姓阿每氏……居築紫城。彥瀲子神武立，更以『天皇』爲號，徙治大和州。」《南齊書》記載「建元元年，進新除使持節、都督倭、新羅、任那、加羅、秦韓、慕韓六國諸軍事、安東大將軍、倭王武號爲鎮東大將軍。」可推論倭國遭到辰韓征服，建立大和王權。
6. 高句麗好太王碑記載倭國軍隊曾進攻到朝鮮半島中北部，以支援百濟。當時以步兵為主力的農耕民族不太可能達成如此遠征。另外，如果當時統治者以辰韓後裔自居，出兵介入也是相當合理。
7. 平安時代編撰的《新撰姓氏録》記載1182個「氏」，其中歸化人占326個，約30%。以傳統農耕民族蔑視蠻夷的性格，不太可能願意接受如此大量的外來移民。
8. 《続日本紀》中記載，交給渤海國使者的國書中，表示高麗與日本是情同兄弟。
9. 北畠親房的《神皇正統記》中記載「過去日本與三韓出身同族」。
10. 鴨緑江中游沿岸出土許多座前方後圓墳，可能有人將此地墓葬形式帶到日本。

## 反對論點
1. 以目前考古成果來看，古墳時代前期與中後期的文化，並未斷絕或出現重大變化。
2. 「有民族從大陸渡過對馬海峽征服日本列島」這樣的大事件，在中、日、韓的史籍都沒有記載。中國史籍也都一貫稱為「倭」，說明其政權的連續性。
3. 日本皇室傳統祭儀與傳承，並沒有出現馬，也沒有用動物獻祭。《古事記》《日本書紀》完全沒有出現騎馬英雄活躍的場面。
4. 根據考據，日本人開始騎馬的時期，遠晚於江上推論的騎馬民族到來的時期。
5. 日本古墳出土的鎧甲多是步兵用，而馬具多是華麗而不實用。
6. 日本王室的前方後圓墳，與當時朝鮮半島王室主流的積石塚、雙圓墳樣式完全不同。
7. 日本的前方後圓墳是2世紀末起源於畿内地區，4世紀到5世紀達到最盛期，6世紀開始消逝，這說明日本王權起源於畿内。畿内墓葬的陪葬品很少出現馬具，也沒有出現征服跡象。而在關東、九州地區的確有出土馬具，但是數量不算多，形態上也偏向日常用品而非軍事作戰裝備，不能說明是征服的結果。
8. 騎馬民族共通的畜肉、畜奶等飲食文化，並沒有在日本出現。結紮、配種、去勢等畜養馬、羊的技術，直到近代日本都未出現。
9. 騎馬民族作戰時多是使用短弓，但日本直到戰國時代都只配備長弓。騎馬民族會使用有彎曲的刀，但日本古墳出土的刀都沒有彎曲。
10. 馬是敏感的動物，以當時的船運技術，不可能大量運輸馬匹(13世紀蒙古襲來時也以步兵為主)。
11. 倭五王之一的倭王武，在上表文中只說自祖先以來征討日本列島四方，完全沒提到祖先有從日本列島外部征服的內容(海北指的是朝鮮南部)。
12. 針對日本人的DNA比對研究，與北方蒙古地區騎馬民族的DNA無多少類似之處。